# 双叶褶口螺
双叶褶口螺（学名：Ptychopoma bifrons）为环口螺科褶口螺属的动物，是中国的特有物种。分布于江苏、江西、安徽、湖北、长江流域一带等地，生活环境为陆地，多生活于阴暗潮湿多腐殖质的灌木草丛中、树叶和石块下以及多石灰质的地方。